# Джонсон, Шенис
Шенис Монет Джонсон (англ. Shenise Monet Johnson; род. 8 декабря 1990 года, Хенриетта, штат Нью-Йорк, США) — американская профессиональная баскетболистка, выступающая в женской национальной баскетбольной ассоциации в команде «Миннесота Линкс». Была выбрана на драфте ВНБА 2012 года в первом раунде под общим пятым номером клубом «Сан-Антонио Силвер Старз». Играет на позиции атакующего защитника.

## Ранние годы
Шенис родилась 8 декабря 1990 года в городе Хенриетта (штат Нью-Йорк) в семье Стэнли Джонсона и Мишель Ривз, у неё есть два брата, Кори и Стэн, и две сестры, Шонтала и Жасмин, училась там же в средней школе Раш-Хенриетта, в которой выступала за местную баскетбольную команду.